# Balbura
Balbura é um gênero de mariposas pertencentes à família Arctiidae.

## Espécies
- Balbura dorsisigna
- Balbura fasciata
- Balbura fresini
- Balbura intervenata